# Fabian Bleck
Fabian Bleck (Breckerfeld, 19 marzo 1993) è un cestista tedesco.